# Malevil
Malevil je postapokalyptický román Roberta Merleho z roku 1972. V roce 1981 byl zfilmován režisérem Christianem de Chalongem a v roce 2009 znovu ztvárnil tento román režisér Denis Malleval ve stejnojmenném televizním filmu.

## Obsah knihy
V románu je popisován svět, ve kterém lidstvu přinese zkázu pravděpodobně lithiová bomba (není zjištěno zvýšení radiace, pouze nárazově teploty). Děj se odehrává ve Francii. Hlavním hrdinou a vypravěčem příběhu je Emanuel Comte, vlastník hradu Malevil. Ve sklepení hradu se povede přežít hrstce lidí, neboť hrad má silné stěny a je chráněn skálou. Žhavý jazyk ohně tak sice rozpálí jejich úkryt na 70 °C, ale nespálí je na uhel tak, jak se to stalo ostatním obyvatelům vesnice. Přeživší se pak snaží žít v nových poměrech a zakládají společenství vystavěné na nových sociálních principech. Emanuel jako rozený vůdce se snaží řešit problémy, jež před komunitou vyvstávají, a to bez předsudků a co nejvhodněji k novým poměrům. Musí se ale často zříci zvyků a společenských norem, které byly ve světě před katastrofou běžné. Řeší například problém vlastnictví, dále zajištění bezkonfliktního žití skupiny, v níž žije málo žen v poměru k mužům (v protikladu k jinému románu Roberta Merleho Muži pod ochranou) nebo zajištění přežití dobytka a vytvoření soběstačného hospodářství. Musí také čelit střetům s jinými přeživšími skupinami lidí, kteří se hradu chtějí zmocnit násilím. Na konci knihy podléhá hrdina banální chorobě (zánět slepého střeva) a vypravování po něm přebírá jeho nástupce, nový a mladý vůdce společenství Tomáš (jeho zápisky dokreslují Emanuelova vyprávění v průběhu celého románu).
Román ukazuje, že situace, jež přinese úplnou změnu světa, nutí lidi k tomu, aby ho vybudovali po všech stránkách a od základů znova. Zamýšlí se nad věcmi, které jsou v současné společnosti běžné, ale pod novým zorným úhlem se stávají nepotřebnými nebo dokonce nebezpečnými. Zamýšlí se nad morálkou, která je svým způsobem relativní a je z velké části produktem společnosti a ne vždy se přemýšlí o tom, jestli je dobrá a nezbytná.